# Anatole Abragam
Anatole Abragam ( 15 de diciembre de 1914 - 8 de junio de 2011) fue un físico francés que escribió Principles of Nuclear Magnetism (Principios de magnetismo nuclear), y que ha hecho contribuciones significativas al campo de la resonancia magnética nuclear.
Originario de Rusia, Abragam y su familia emigraron a Francia en 1925.
Después de haber sido educado en la Universidad de París, (1933 - 1936), sirvió en la Segunda Guerra Mundial. Después de la guerra, reanudó sus estudios en la École supérieure d'électricité y posteriormente obtuvo su Ph.D. de la Universidad de Oxford en 1950 bajo la supervisión de Maurice Pryce. En 1976, fue nombrado miembro honorario de los colleges Merton y Jesus de la Universidad de Oxford.
Desde 1960 hasta 1985, trabajó como profesor del Colegio de Francia.
Fue galardonado con la Medalla Lorentz en 1982.
Es miembro honorario del International Solvay Institutes de Bruselas.